# Hármasverseny (Beethoven)
A Hármasversenyt (teljes címe: C-dúr hármasverseny zongorára, hegedűre és csellóra zenekarral, op. 56.) Ludwig van Beethoven 1803 és 1805 között írta, de csak 1807-ben adták ki nyomtatásban, és 1808-ban mutatták be Bécsben.

## A darab keletkezése
Beethoven a Hármasversenyt akkoriban kezdte írni 1803-ban, amikor Rudolf főherceg a tanítványa volt. Az ifjú herceg – alig múlt 15 éves – tehetséges zongorista volt, és Beethoven a darab zongoraszólamát neki, míg a másik két hangszeres szólamot az udvar jeles zenészei számára (Seidler hegedűs, Krafft csellista) írta. Ennek megfelelően az egyes hangszerek letétjei egymástól eltérő szintűek: a zongoráé egyszerűbb, míg a másik két hangszertől jelentősen többet követel a komponista. Ez az egyetlen Beethoven-alkotás, amelyben a szerző hajlandó volt figyelembe venni a szólisták képességeit.
A darab olyan nagy, súlyos művek környezetében született, mint a Waldstein szonáta (Op.53), a III., Eroica szimfónia (Op.55), vagy az Appassionata szonáta (Op.57). A Hármasverseny azonban nem ezek fajsúlyos örökségét örökölte, ebben az esetben Beethoven sokkal inkább egy felszabadult, örömmel telített zenét írt. Műítészek éppen ezért nem tekintették a szerző fontos alkotásának, sőt nem ritkán kevéssé sikerült darabnak tekintették – érdemtelenül.
Beethoven Hármasversenye műfajilag a sinfonia concertante típusú zeneművek stílusát viszi tovább, amelyben egy hangszercsoport koncertál a zenekarral, de a zenei előzmények között megemlíthető a barokk concerto grosso is. Ugyanakkor Szabó József hangvételében és a hegedű kezelésében a majdani Hegedűverseny előfutárának is tekinti a darabot.
A Hármasverseny 1807-ben jelent meg nyomtatásban, az ajánlása ekkor Lobkowitz hercegnek (Franz Joseph Maximilian Fürst von Lobkowitz) szólt. Bemutatója 1808 májusában Bécsben, az Augarten palotában volt.

## A zene
A Hármasverseny háromtételes mű. C-dúr nyitótétele lezáratlan, a lassú középtétel Asz-dúrban íródott, míg a zárótétel „lengyeles” stílusú.
A versenyműben a szólóhangszereken (hegedű, gordonka és zongora) kívül a zenekarban a vonósok, egy fuvola, két oboa, két klarinét, két fagott, két kürt, két trombita és üstdob játszik. A mű előadása – előadóktól és tempóválasztástól függően – 36–38 percet vesz igénybe.

### 1. tétel: Allegro – Più allegro
A bevezető tétel szonátaformában íródott: zenekari expozíció, kidolgozás, visszatérés és kóda.
A zenekari expozíció a mélyvonósok által megszólaltatott főtémával indul, majd a lírai melléktémát és a ritmizált zárótémát halljuk egymás után. A csellószóló csak mintegy két és fél perc után lép be, majd a hegedű és a zongora, és mindegyik szólam ugyanazt a témát mutatja be. A melléktéma A-dúrban, illetve a-mollban szólal meg. A melléktémához kapcsolódik a szintén a-moll hangnemű átvezető, benne magyaros-verbunkos hangulattal. A kidolgozásban a cselló játssza a főtémát, majd ugyanezt a hegedű és a zongora. Az ezt követő részben – az eddigi lírai hangulat után – egy amolyan drámai kitörés következik, hogy az ezt követő rész ismét líraira váltó szakasszal záruljon. A monumentális kóda visszaidézi a tétel valamennyi témáját.

### 2. tétel: Largo
Az Asz-dúr hangnemű lassú tétel két részből, témából és variációból áll. Az énekdallamot idéző témát a cselló szólaltatja meg, ami majd a hegedű és a cselló játékában tér vissza, amihez a zongora szolgáltatja a csillogó felhangot. A zenekar visszafogottan adja a tétel hátterét. A mintegy négy és fél perces tétel végén egy rövid átvezető szakasz szünet nélkül (attaca) vezet át a harmadik tételbe.

### 3. tétel: Rondo alla Polacca – Allegro
A zárótétel lengyeles hangvételének megfelelően 3/4-es metrumú, amelyben mintegy az első tétel táncmotívumai futnak tovább. A tétel során felidéződik egy polonéz is, majd a tétel vége felé ismét amolyan verbunkosszerű, páros ütemű változatban halljuk a lengyeles témát. A tétel végén kóda formájában halljuk a lengyeles témát, hogy a végén hatalmas, diadalmas hanggal záruljon a versenymű.